# Плешевичі
Плеше́вичі — село в Україні, у Яворівському районі Львівської області. Населення становить 197 осіб. Орган місцевого самоврядування — Шегинівська сільська рада.

## Історія
Одна з перших згадок про село — 1385 року. Своїм документом королева Марія Угорська надала село Йоаннові, сину Андрія (у Людвіка Дзедзіцького — пол. de Pallugya; в Адама Бонецького — пол. z Kis Pallugyi). Пізніше було власністю, зокрема, Перемишльської православної єпархії (православного єпископа; зокрема, в 1407 році), тривалий час — родини Фредрів.

## Духовне життя
У селі є церква Воздвиження Чесного Животворного Хреста Господнього. Належить парафії ПЦУ.

## Відомі люди
- Анджей Максиміліан Фредро — польський шляхтич, філософ, письменник, урядник Корони Польської в Речі Посполитій, народився в родинному замку Фредрів у Плешевичах.
- Кукуруз Ярослав Степанович — відомий лікар-травматолог, заслужений лікар Узбецькоі РСР. Кандидат медичних наук.